# Бёрджер, Джон
Джон Питер Бёрджер (англ. John Peter Berger; 5 ноября 1926 года, Лондон, Великобритания — 2 января 2017 года, Париж, Франция) — английский писатель, поэт, критик, художник.

## Биография
Окончил школу Святого Эдварда, с 1944 по 1946 год служил в Британской Армии. Затем поступил в школу искусств Челси и в Центральную школу искусств Лондона.
Свою карьеру начал в качестве художника в нескольких галереях Лондона. Преподавая рисование, он стал арт-критиком, публикуя свои эссе и рецензии в журнале New Statesman.
В 1972 году за роман G получил Букеровскую премию и премию Джеймса Тейта Блэка. Стал известен широкой публике в том же году после выхода четырёхсерийного фильма BBC «Искусство видеть» (англ. Ways of Seeing). Фильм и одноимённая книга, выпущенная по его мотивам, подвергали жёсткой и оригинальной критике сложившийся взгляд на классическое искусство, демонстрируя его исконную предвзятость и ангажированность в пользу доминирующего социального класса, а также — доминирующего пола. В своём труде прослеживал развитие традиции визуальных медиа вплоть до современного ему периода, во многом продолжая мысли Вальтера Беньямина.
В 1991 году получил премию Петрарки.
В последние годы жил во Франции. Продолжал писать. Стоял на позициях марксистского гуманизма.